# Universidad Antonio Ruiz de Montoya
La Universidad Antonio Ruiz de Montoya (UARM) es una universidad privada sin fines de lucro, ubicada en el distrito de Pueblo Libre, en la ciudad de Lima, capital del Perú. Fue fundada el 4 de julio de 2003, a partir de la Escuela de Pedagogía, Psicología, Filosofía y Letras Antonio Ruiz de Montoya, que había sido fundada en 1991. Es la primera universidad jesuita en el Perú. Su nombre se dio en honor del ilustre jesuita limeño Antonio Ruiz de Montoya.
La universidad cuenta con 10 carreras académico-profesionales. Entre las más destacadas se encuentran las de Política, Economía, Filosofía, y Educación. Además, ofrece 6 programas de maestría. 
En junio de 2017, obtuvo el licenciamiento institucional otorgado por la Superintendencia Nacional de Educación Superior Universitaria (SUNEDU), siendo la decimotercera universidad peruana en lograr tal reconocimiento.
Ha tenido cuatro rectores, todos ellos jesuitas: Vicente Santuc SJ (2003-2011), Juan Carlos Morante SJ (2011-2014), Ernesto Cavassa Canessa SJ (2014-2019) y Rafael Fernández Hart SJ (2020-actualidad).

## Estudios
La Universidad Antonio Ruiz de Montoya ofrece una amplia gama de programas de estudio de pregrado y posgrado:

### Pregrado

#### Facultad de Filosofía, Educación y Ciencias Humanas
- Filosofía
- Educación Inicial
- Educación Inicial Intercultural Bilingüe
- Educación Primaria
- Educación Primaria Intercultural Bilingüe
- Educación Secundaria con especialidad en Filosofía y Ciencias Histórico Sociales
- Educación Secundaria con especialidad en Inglés
- Educación Secundaria con especialidad en Lengua y Literatura[3]
- Pedagogía e Innovación educativa
- Psicología
- Periodismo

#### Facultad de Ciencias Sociales
- Turismo Sostenible[4][5]
- Ciencia Política
- Derecho
- Economía y gestión ambiental[6]

#### Facultad de Ingeniería y Gestión
- Administración
- Ingeniería Industrial[7]
- Contabilidad y Auditoría
- Negocios Internacionales

### Postgrado

#### Maestrías
- Maestría en Ciencia Política con mención en Gerencia Pública
- Maestría en Ciencias Sociales con mención en Interculturalidad, Educación y Ciudadanía
- Maestría en Educación con mención en Políticas Educativas y Gestión Pública
- Maestría en Filosofía con mención en Ética y Política

## Investigación

### Institutos
- Instituto de Ética y Desarrollo[8]
- Instituto de Fe y Cultura
- Instituto de Investigación y Políticas Educativas
- Instituto de Protección al Menor y Personas Vulnerables

### Grupos de investigación
- Aprendizajes y Actores
- Cultura, Medios y Poder
- Gestión y Políticas Educativas
- Grupo de Investigación de Estudios Literarios
- Grupo de Investigación en Género, Salud Mental y Artes Expresivas
- Grupo de Investigación en Tecnología y Educación Matemática
- Integridad y Políticas Anticorrupción
- Pueblos Originarios, Género e Interculturalidad

## Rankings académicos
En los últimos años, se ha generalizado el uso de rankings universitarios internacionales para evaluar el desempeño de las universidades a nivel nacional y mundial; siendo estos rankings clasificaciones académicas que ubican a las instituciones de acuerdo a una metodología científica de tipo bibliométrica. Que incluye criterios objetivos medibles y reproducibles, tomando en cuenta por ejemplo: la reputación académica, la reputación de empleabilidad para los egresantes, la citas de investigación a sus repositorios y su impacto en la web. Del total de 92 universidades licenciadas en el Perú, la Universidad Antonio Ruiz de Montoya se ha ubicado regularmente dentro del tercio medio a nivel nacional en determinados rankings universitarios internacionales.